# 4月16日
4月16日（しがつじゅうろくにち）は、グレゴリオ暦で年始から106日目（閏年では107日目）にあたり、年末まであと259日ある。

## できごと
- 紀元前1457年頃 - メギドの戦い

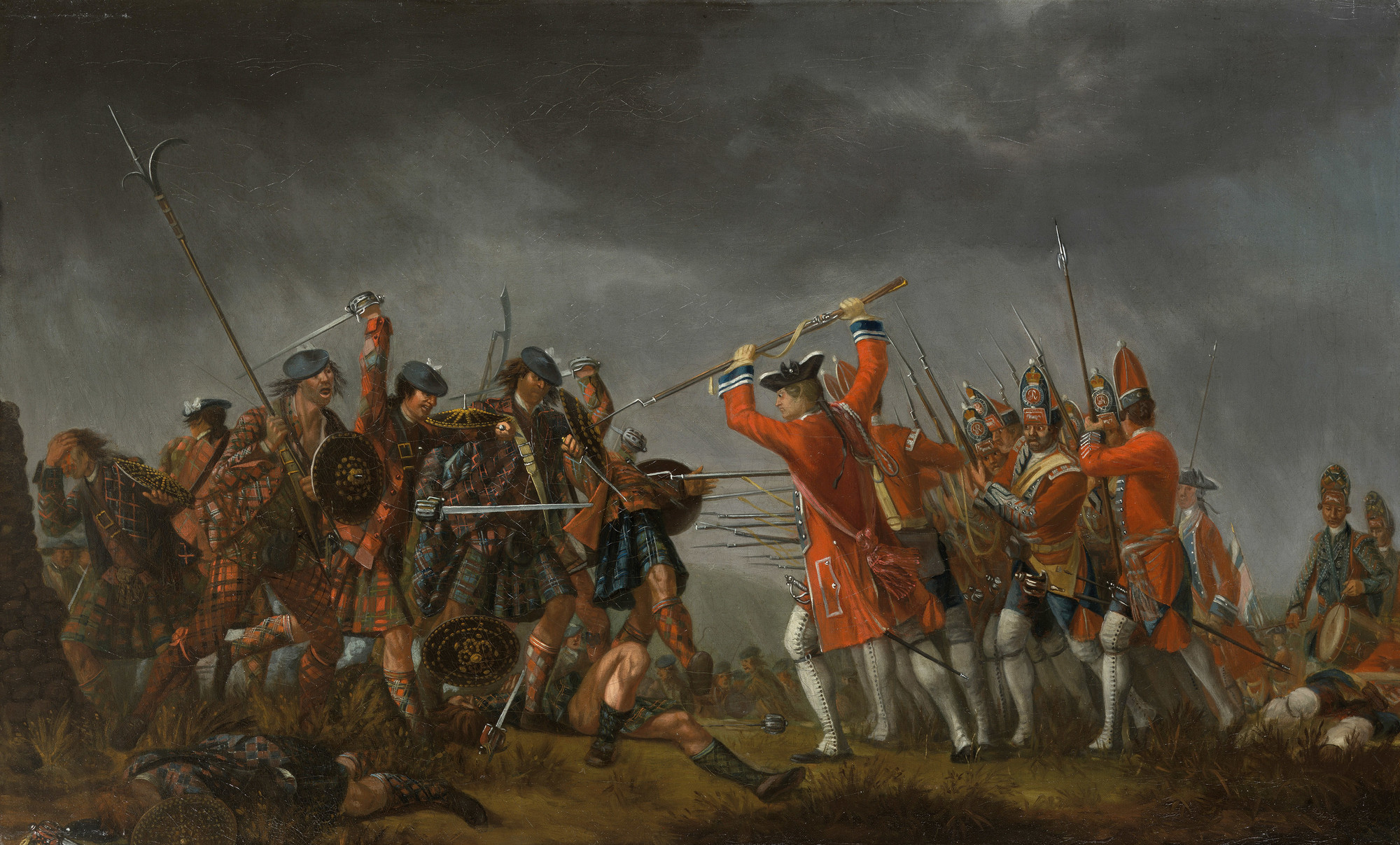
スコットランドのジャコバイト最後の抵抗戦、カロデンの戦い（1746年）

ウィリアム・スミス・クラーク、「Boys, be ambitious（少年よ、大志を抱け）」の言葉を残して帰国の途につく（1877年）

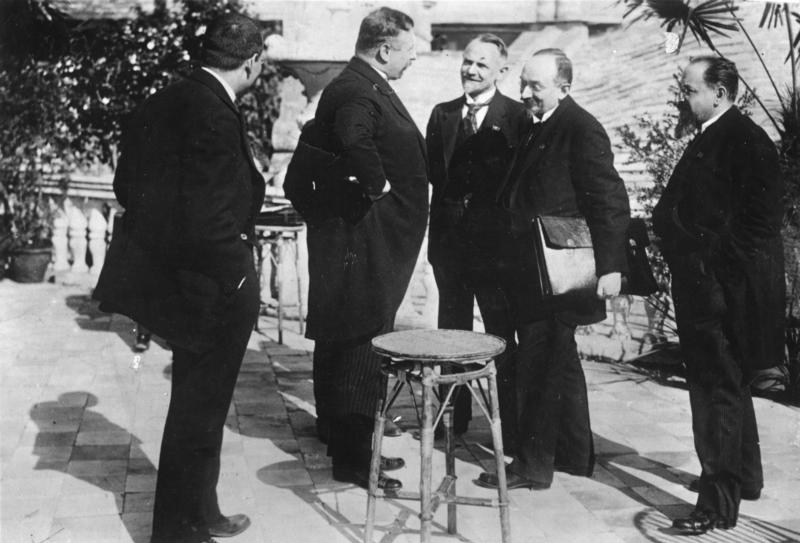
ドイツとソ連、ラパッロ条約を締結し修交（1922年）

- 紀元前1178年 - オデュッセウスがトロイア戦争を終えて自国に帰還。
- 73年 - マサダに籠城したユダヤ人が集団自決し、ユダヤ戦争が終結。
- 1205年（元久2年3月26日） - 後鳥羽院の命によって編纂された勅撰和歌集「新古今和歌集」が完成。完成を祝う竟宴が御所で催された[1]。
- 1346年 - セルビア王国国王ステファン・ウロシュ4世ドゥシャンが皇帝に即位し、セルビア帝国が成立。
- 1521年 - マルティン・ルターがカール5世臨席の帝国会議に出席。ローマ・カトリック教会の贖宥状を批判。
- 1746年 - ジャコバイト蜂起: カロデンの戦い。スコットランドでジャコバイトが最後の組織的抵抗をするが、ブリテン軍に完敗。カンバーランド公が多数のジャコバイトを虐殺。
- 1763年 - ジョージ・グレンヴィルがイギリスの第8代首相に就任。
- 1780年 - ヴェストファーレン・ヴィルヘルム大学設立。
- 1797年 - スピットヘッドの反乱起こる。
- 1799年 - フランス革命戦争・エジプト・シリア戦役: タボル山の戦い
- 1853年 - インドのムンバイと郊外のターネーの間の33.6kmを結ぶ、アジア初の鉄道が開業。
- 1856年（安政3年3月12日） - 江戸幕府が江戸駒場で初めて洋式の兵士訓練を行う。
- 1871年 - ドイツ帝国憲法（ビスマルク憲法）公布。
- 1872年（明治5年3月9日） - 薩摩・長州・土佐の兵1万人による天皇護衛の御親兵を近衛兵と改称。
- 1877年 - 札幌農学校教頭のウィリアム・スミス・クラークが、「Boys, be ambitious（少年よ、大志を抱け）」の言葉を残して帰国の途につく。
- 1882年 - 大隈重信らが立憲改進党を結成。
- 1889年 - 官設鉄道・静岡 - 浜松（現在の東海道本線）が開業。新橋から長浜までが鉄道で結ばれる。
- 1912年 - ハリエット・キンビー（英語版）が女性で初めてドーバー海峡を飛行機で横断。
- 1914年 - 日本で大隈重信が第17代内閣総理大臣に就任し、第2次大隈内閣が発足。
- 1914年 - 高知県須崎沖合で、暴風雨のため漁船84隻が沈没[2]。乗組員多数が行方不明。
- 1917年 - レーニンが亡命先のスイスからペトログラードに帰還。
- 1922年 - ドイツ・ソビエト政府間にラパッロ条約が結ばれ、両国が修交する。
- 1925年 - 聖ネデリャ教会襲撃事件。
- 1927年 - （旧）西武鉄道・東村山 - 高田馬場（現在の西武新宿線）が営業開始。
- 1929年 - 四・一六事件。日本共産党が大弾圧により事実上壊滅。
- 1934年 - ソ連邦英雄称号が制定。
- 1937年 - 永井荷風「濹東綺譚」連載開始（東京朝日新聞）。
- 1941年 - ナチス・ドイツがイギリスのロンドンを爆撃。同月10日にイギリスがベルリン、ポツダムを爆撃した報復攻撃で、16日夕方から翌日朝にかけて開戦以来最大規模のロンドン爆撃となった[3]。
- 1941年 - 富山県新湊町で大火。住宅470戸、納戸180戸が焼失。罹災者約2400人[4]。
- 1943年 - アルバート・ホフマン、LSDの幻覚作用を発見[5]。
- 1945年 - 第二次世界大戦・ベルリンの戦い: ソ連軍がベルリンの総攻撃を開始。
- 1945年 - 改正兌換券200円　(藤原200円)が使用開始。
- 1946年 - フランスがシリアの独立を承認。
- 1947年 - アウシュヴィッツ＝ビルケナウ強制収容所初代所長ルドルフ・ヘスがアウシュビッツにて絞首刑。
- 1947年 - 日本で裁判所法・検察庁法公布。
- 1947年 - テキサスシティ大災害。
- 1947年 - バーナード・バルークが初めて「冷戦 (Cold War)」という言葉を使う。
- 1948年 - 西ヨーロッパ16か国が欧州経済協力条約に調印し、欧州経済協力機構（OEEC）を結成（OECDの前身）。
- 1949年 - 大阪府の住之江競輪場で騒擾が発生[6]。
- 1951年 - GHQ総司令官などを解任されたダグラス・マッカーサーが離日。
- 1955年 - 長崎県佐世保市の佐世保炭鉱で大規模なボタ山崩落事故が発生。73人が死亡[7]。
- 1955年 - 富山県大山町にて町の境界変更を問う住民投票が実施されるも不成立。
- 1956年 - 日本道路公団設立。
- 1956年 - 翌17日にかけて各地で高濃度のストロンチウム90を含む放射能雨が観測された[8]。
- 1963年 - 京阪電気鉄道京阪本線・淀屋橋駅〜天満橋駅間が延伸開業[9]。
- 1965年 - 東京都議会の現職議長が贈賄容疑で逮捕（東京都議会黒い霧事件）[10]。
- 1967年 - 東京都知事に、日本社会党と日本共産党推薦の新人の美濃部亮吉が初当選。
- 1969年 - 大阪市営地下鉄千日前線・野田阪神駅 - 桜川駅間が開業。
- 1970年 - ウィーンで米ソによる第一次戦略兵器制限交渉(SALT I)の本会議が開始。
- 1971年 - 昭和天皇・皇后が広島の原爆死没者慰霊碑に初めて参拝。
- 1971年 - 群馬テレビ（GTV）開局。
- 1972年 - アメリカで5機目の有人月宇宙船「アポロ16号」が打上げ。
- 1972年 - ノーベル賞作家の川端康成が逗子でガス中毒で死去。
- 1978年 - 多摩湖畔で第1回女子タートルマラソン全国大会開催。日本初の女子フルマラソン大会。
- 1988年 - 映画『となりのトトロ』（宮崎駿監督）が劇場公開。
- 1990年 - ジャック・ケヴォーキアンが自身が開発した自殺装置によって初めて自殺幇助を行う。
- 1991年 - ソ連のゴルバチョフ大統領が初来日。
- 1991年 - ポーランドの株式市場が再開。「ワルシャワの赤いサスペンダーの日」とCNNが報道する。
- 1994年 - 日本テレビにて、『恋のから騒ぎ』が放送開始[11]。（2011年3月まで放送。）
- 1998年 - 前年のポケモンショック（TV演出による光過敏性発作の誘発）により放送休止していた『ポケットモンスター』の放送が4ヶ月ぶりに再開[12]。
- 2000年 - 京奈和自動車道の京奈道路が全線開通[13]。
- 2003年 - 産業再生機構設立。
- 2006年 - モナコの大公アルベール2世がイギリス人やロシア人ら7名とともに国家元首初の北極点到達を果たす。
- 2007年 - バージニア工科大学銃乱射事件。
- 2013年 - 最高裁判所で水俣病患者認定緩和判決で遺族側が勝訴[14]。
- 2014年 - 韓国・珍島付近でセウォル号沈没事故が発生[15]。
- 2016年 - 熊本地震の本震が発生[16]。
- 2016年 - エクアドル地震が発生[17]。
- 2018年 - 第122回ボストンマラソンで川内優輝が優勝[18]。
- 2020年 - 新型コロナウイルスの感染拡大のために同年4月6日から発令されていた緊急事態宣言の対象が全都道府県に拡大される。

## 誕生日

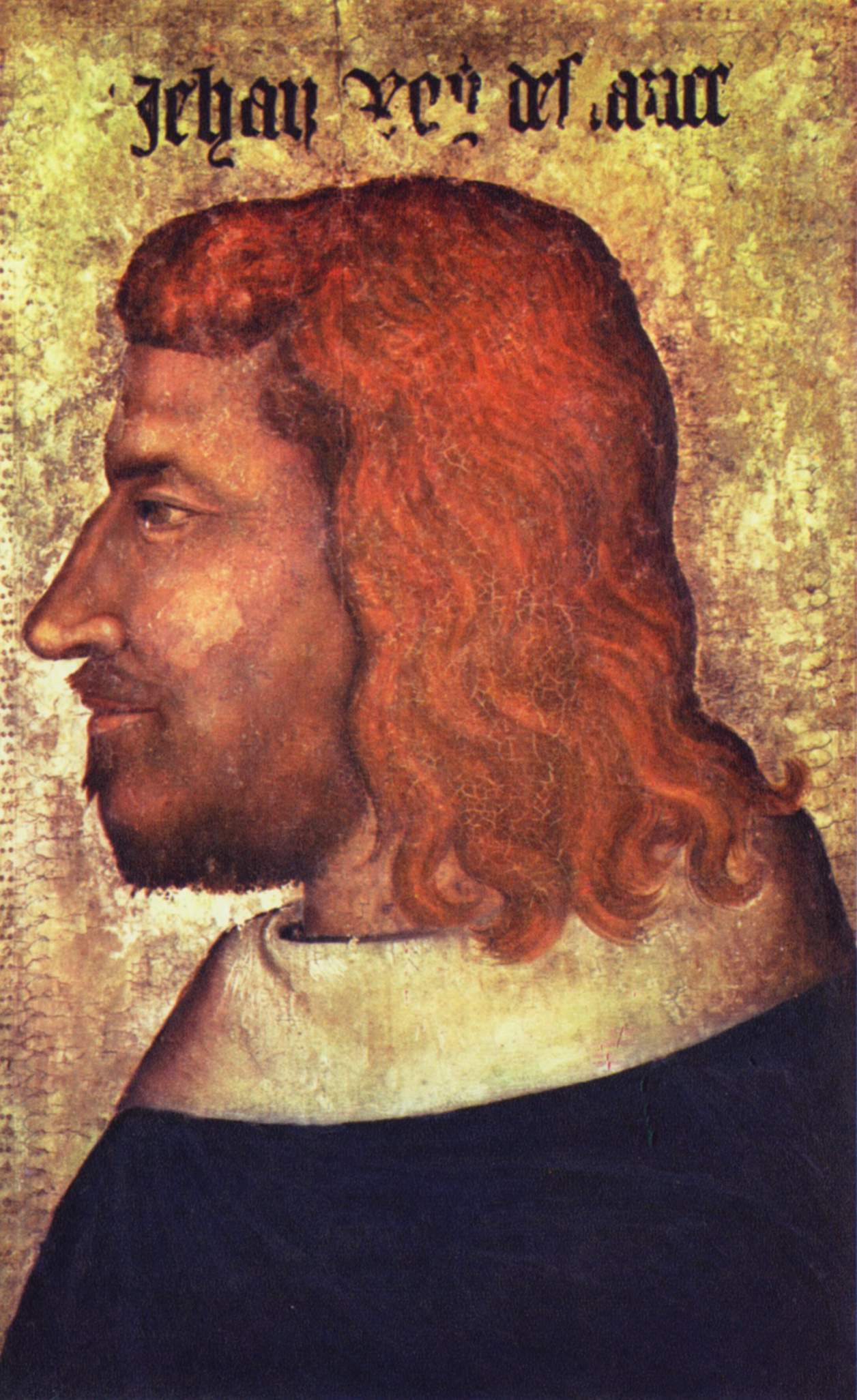
フランス国王、善良王ジャン2世(1319-1364)誕生。

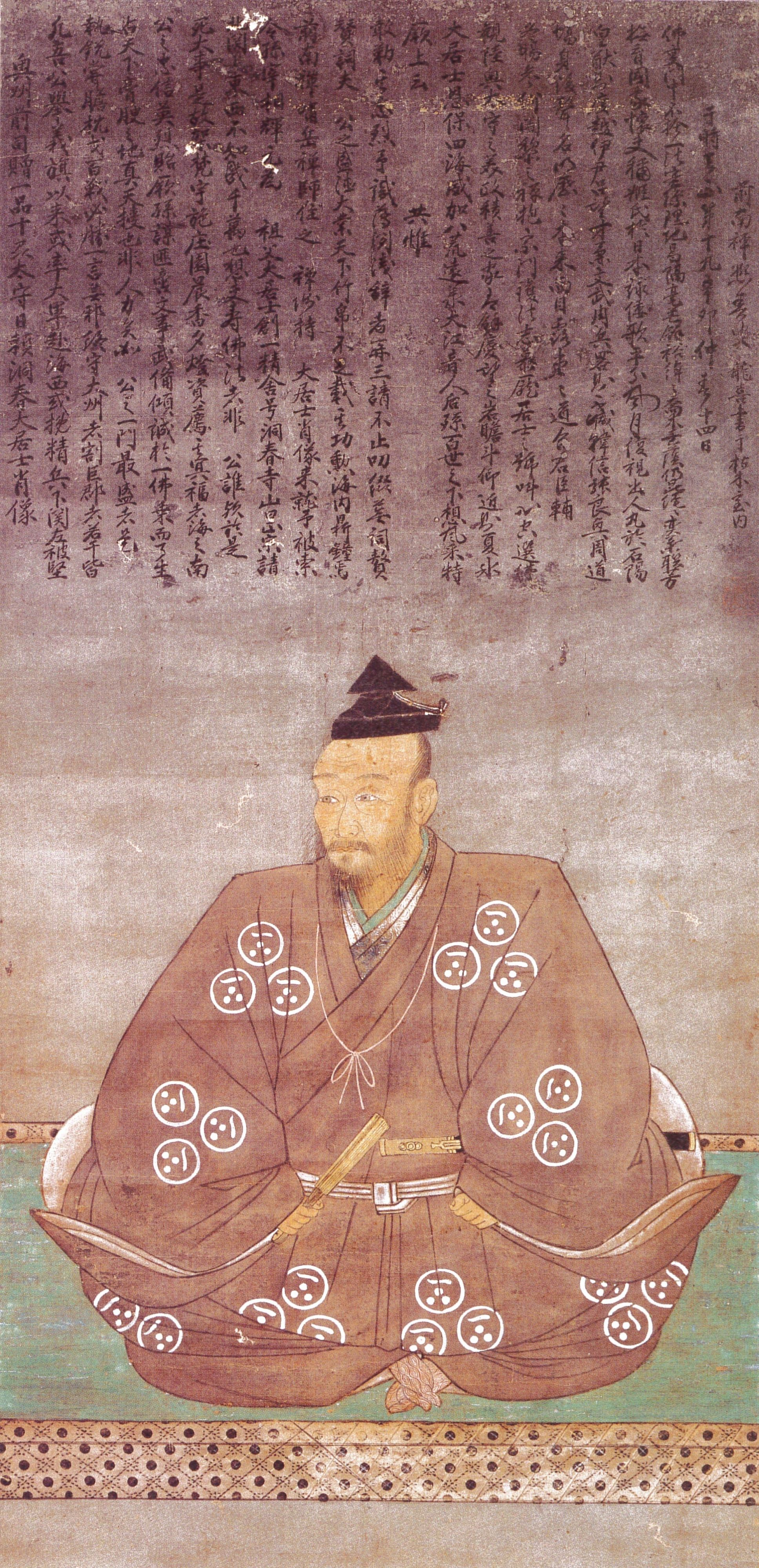
戦国大名、毛利元就(1497-1571)誕生。墓所は吉田郡山城内の洞春寺跡にある。

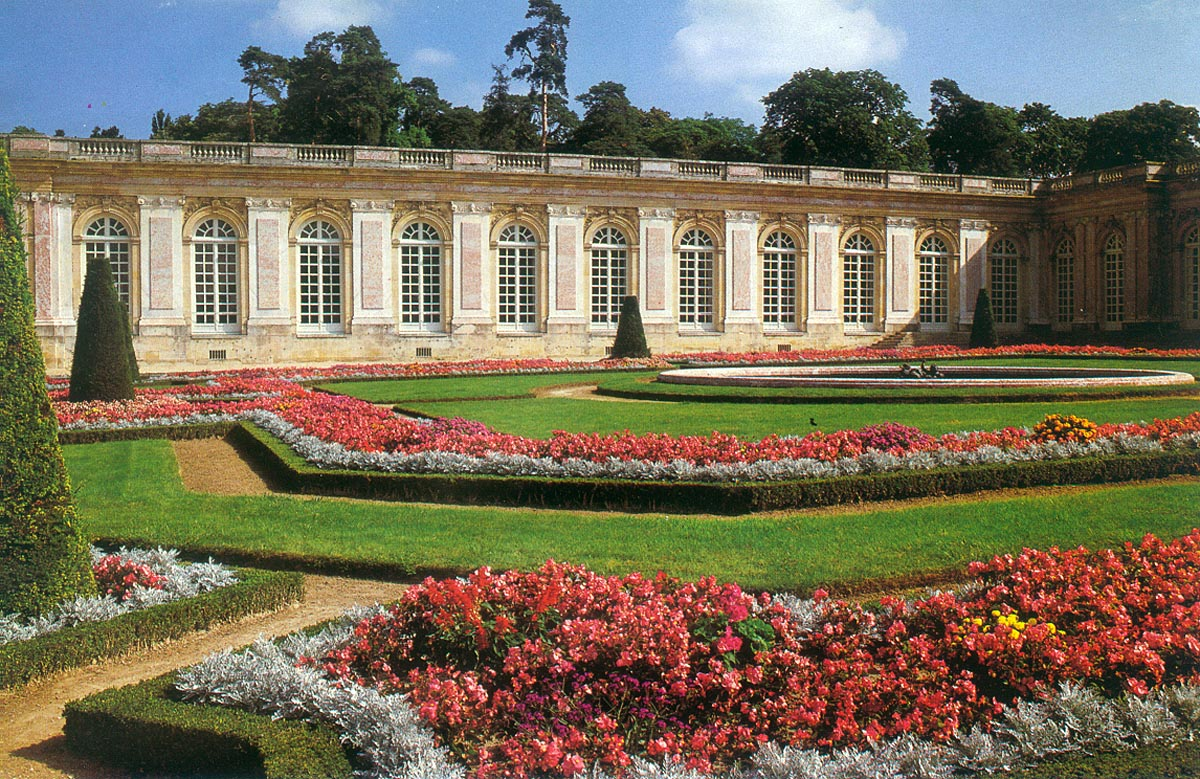
バロックの建築家、ジュール・アルドゥアン＝マンサール(1646-1708)誕生。画像はヴェルサイユ宮殿の大トリアノン宮殿。

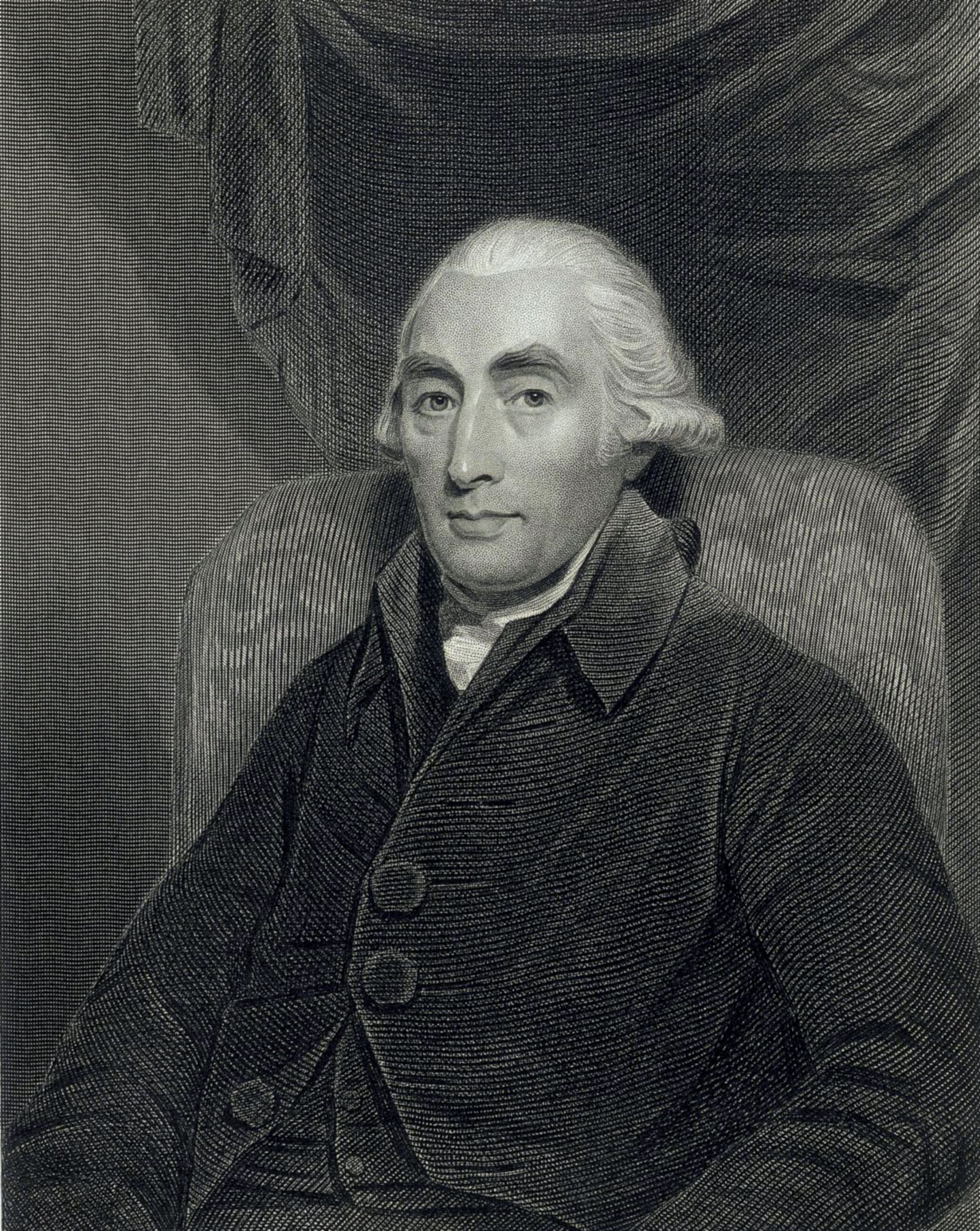
潜熱の概念を導入した物理学者・化学者ジョゼフ・ブラック(1728-1799)誕生。

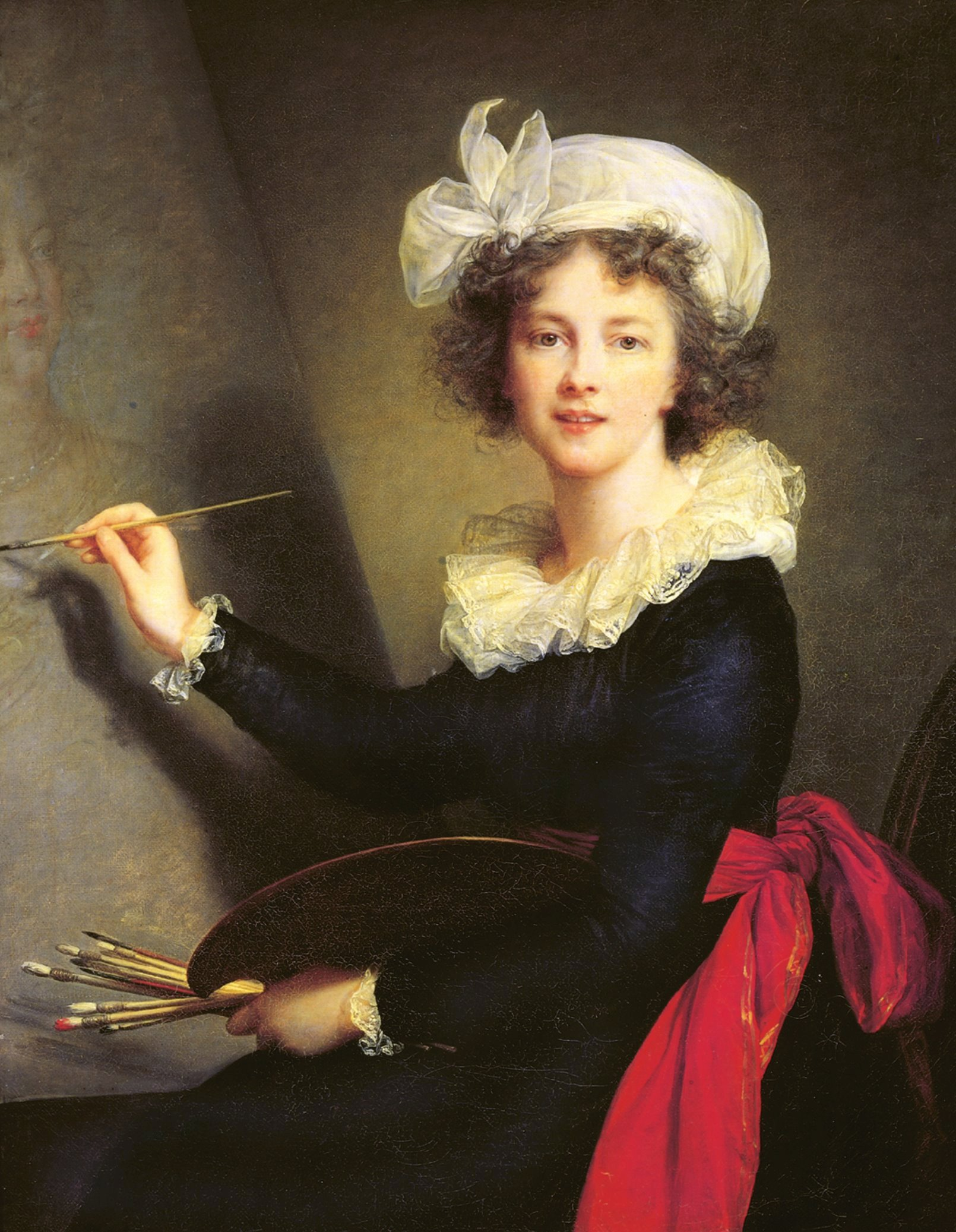
画家エリザベート＝ルイーズ・ヴィジェ＝ルブラン(1755-1842)誕生。画像は自画像(1790)。

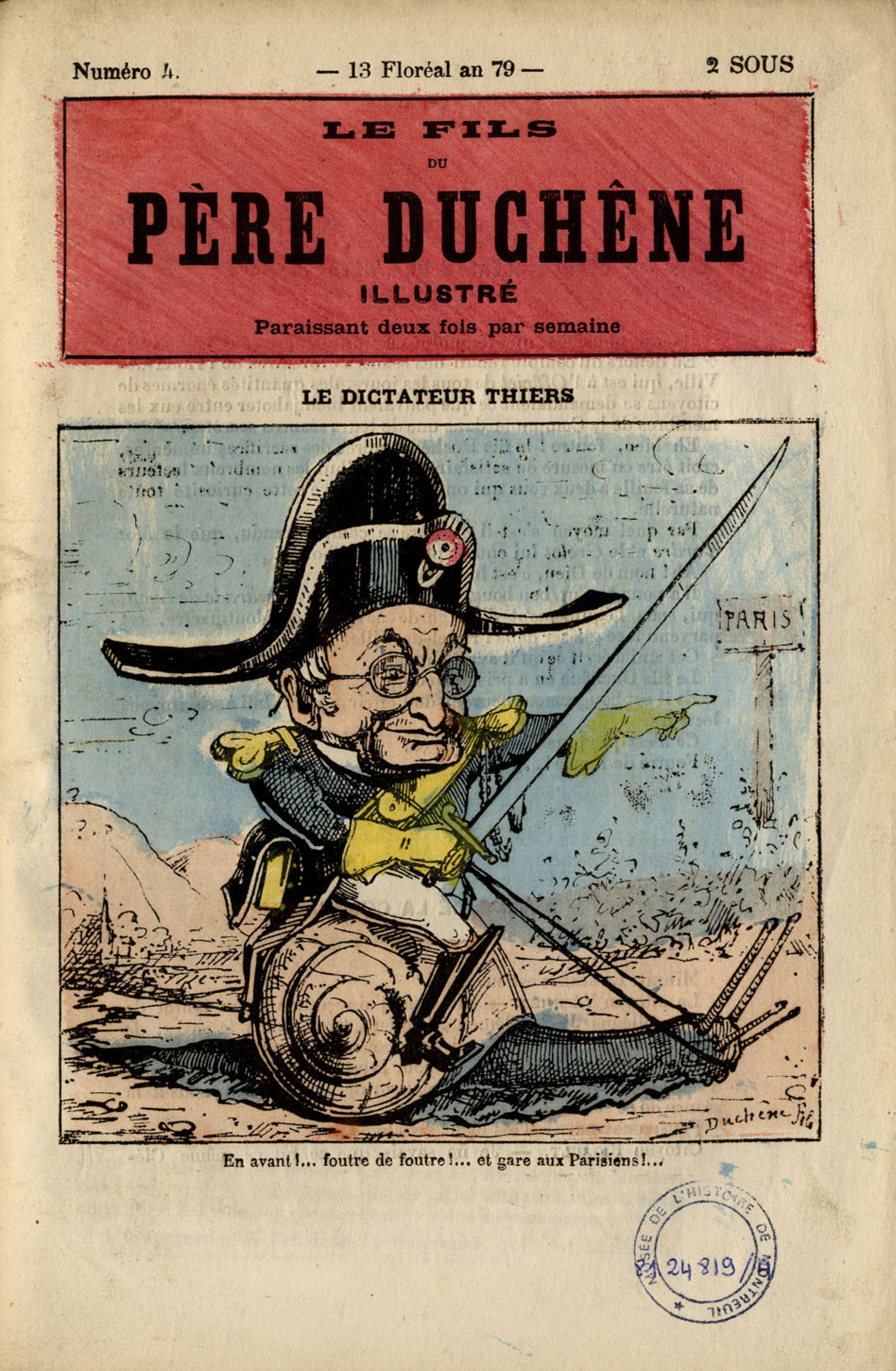
フランス第三共和政の大統領アドルフ・ティエール(1797-1877)誕生。画像はパリ・コミューンを鎮圧するティエールの風刺画。

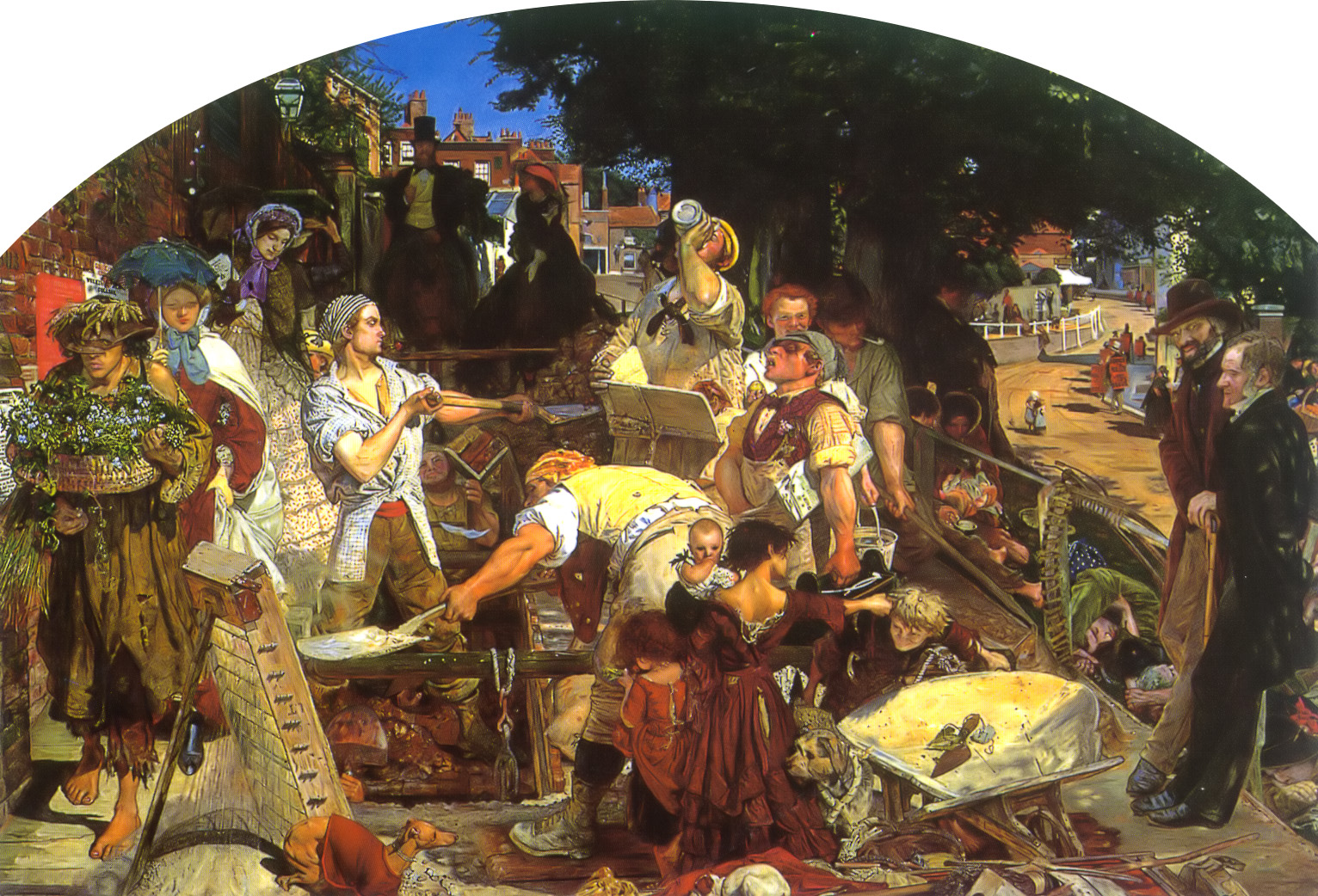
画家フォード・マドックス・ブラウン(1821-1893)誕生。。画像は代表作『労働』(1852-1865)。

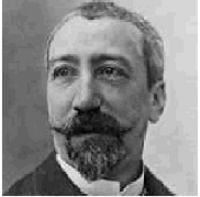
作家アナトール・フランス(1844-1924)誕生。代表作『神々は渇く』(1912)。

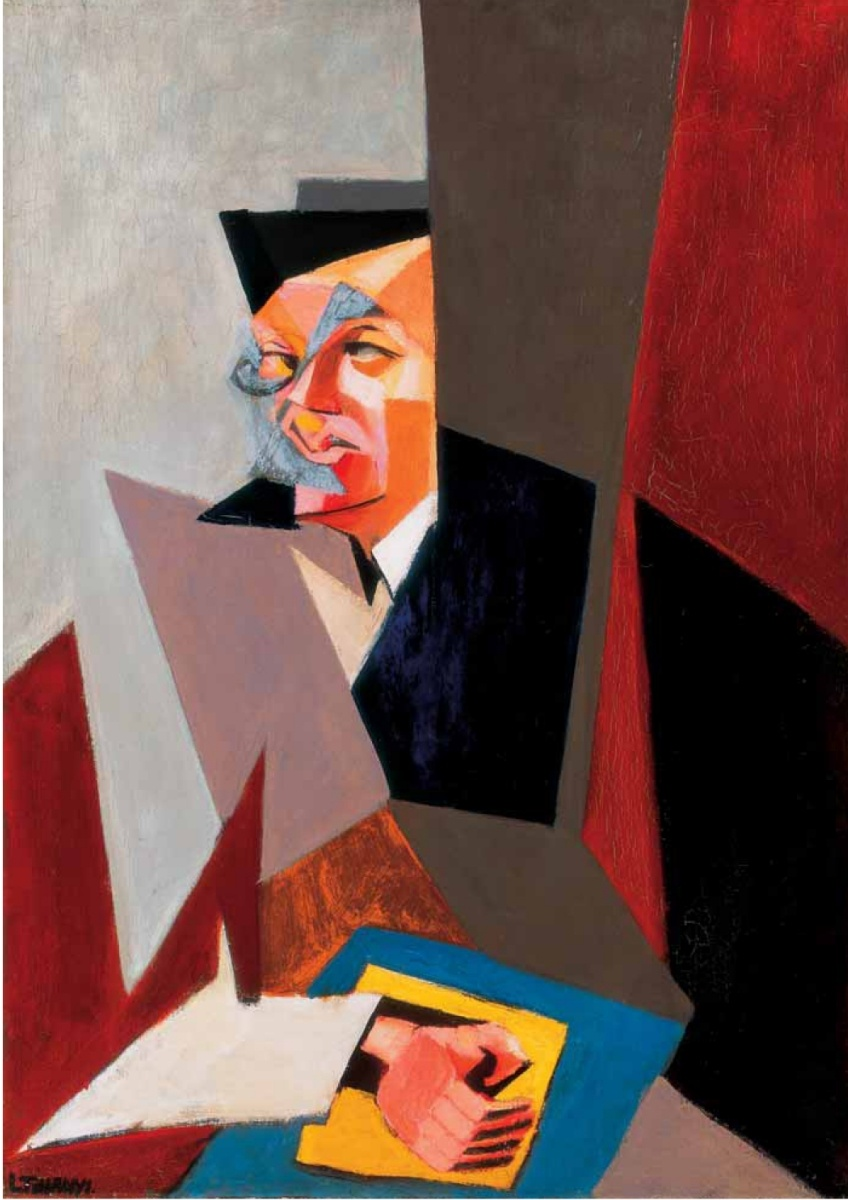
ダダイスムの創始者、詩人トリスタン・ツァラ(1896-1963)誕生。

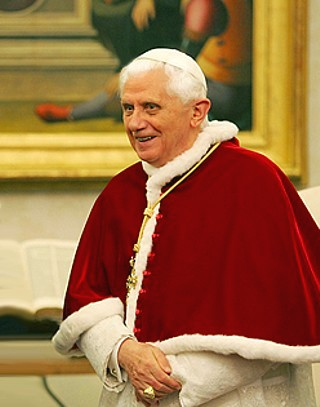
第265代ローマ教皇ベネディクト16世(1927-2022）誕生。

### 人物
- 1319年 - ジャン2世、フランス王（+ 1364年）
- 1497年（明応6年3月14日）- 毛利元就、戦国大名（+ 1571年）
- 1646年 - ジュール・アルドゥアン＝マンサール、建築家（+ 1708年）
- 1699年（元禄12年3月17日） - 鍋島直英、第5代小城藩主（+ 1744年）
- 1712年（正徳2年3月11日） - 松浦誠信、第8代平戸藩主（+ 1779年）
- 1719年（享保4年2月27日） - 津軽信著、第6代弘前藩主（+ 1744年）
- 1728年 - ジョゼフ・ブラック、物理学者、化学者（+ 1799年）
- 1755年 - エリザベート＝ルイーズ・ヴィジェ＝ルブラン、画家（+ 1842年）
- 1763年（宝暦13年3月4日） - 岡部長備、第8代岸和田藩主（+ 1803年）
- 1797年 - アドルフ・ティエール、政治家（+ 1877年）
- 1808年 - ケイレブ・ブラッド・スミス、第6代アメリカ合衆国内務長官（+ 1864年）
- 1821年 - フォード・マドックス・ブラウン、画家（+ 1893年）
- 1823年 - フェルディナント・アイゼンシュタイン、数学者（+ 1852年）
- 1829年（文政12年3月13日） - 高木正坦、第12代丹南藩主（+ 1891年）
- 1830年（文政13年3月24日） - 松平直温、第9代母里藩主（+ 1856年）
- 1832年（天保3年3月16日） - 古河市兵衛、実業家（+ 1903年）
- 1838年 - エルネスト・ソルベー、化学者、実業家（+ 1922年）
- 1844年 - アナトール・フランス、小説家（+ 1924年）
- 1863年 - エミール・フリアン、画家（+ 1932年）
- 1867年 - ウィルバー・ライト、ライト兄弟の兄（+ 1912年）
- 1869年（明治2年3月5日） - 川上眉山、小説家（+ 1908年）
- 1871年 - ジョン・ミリントン・シング、劇作家、詩人、小説家（+ 1909年）
- 1874年 - 渡辺錠太郎、大日本帝国陸軍軍人（+ 1936年）
- 1878年 - オーウェン・ジョーンズ、地質学者（+ 1967年）
- 1881年 - 永井柳太郎、政治家（+ 1944年）
- 1881年 - 朝比奈泰彦、薬学者（+ 1975年）
- 1885年 - 富安風生、俳人（+ 1979年）
- 1886年 - エルンスト・テールマン、政治家（+ 1944年）
- 1887年 - 君島一郎、銀行家、野球関係者（+ 1975年）
- 1889年 - チャールズ・チャップリン、喜劇俳優、映画制作者（+ 1977年）
- 1892年 - 佐々木すぐる、作曲家（+ 1966年）
- 1893年 - フェデリコ・モンポウ、作曲家（+ 1987年）
- 1893年 - 三宅大輔、プロ野球監督（+ 1978年）
- 1896年 - トリスタン・ツァラ、詩人（+ 1963年）
- 1897年 - 岡崎嘉平太、実業家（+ 1989年）
- 1898年 - 土方与志、演出家（+ 1959年）
- 1903年 - ポール・ウェイナー、元プロ野球選手（+ 1965年）
- 1904年 - 淀野隆三、作家、フランス文学者（+ 1967年）
- 1905年 - フレデリック・フィリップス、実業家（+ 2005年）
- 1906年 - ダグラス・マクレガー、心理学者、経営学者（+ 1964年）
- 1906年 - ヤコブ・ギンペル、ピアニスト（+ 1989年）
- 1907年 - 愛新覚羅溥傑、溥儀（満州国皇帝）の弟（+ 1994年）
- 1909年 - 森はな、教育者、児童文学作家（+ 1989年）
- 1914年 - 中村八朗、小説家（+ 1999年）
- 1914年 - 遊部久蔵、経済学者（+ 1977年）
- 1919年 - マース・カニンガム、ダンサー、振付家（+ 2009年）
- 1921年 - ピーター・ユスティノフ、俳優、劇作家（+ 2004年）
- 1920年 - 山崎隆三、経済学者、大阪市立大学名誉教授（+2011年）
- 1922年 - キングズリー・エイミス、作家（+ 1995年）
- 1923年 - 大屋克己、元プロ野球選手
- 1924年 - ヘンリー・マンシーニ、作曲家（+ 1994年）
- 1927年 - ベネディクト16世、第265代ローマ教皇（+ 2022年）
- 1928年 - 久遠利三、俳優
- 1931年 - 団鬼六、小説家[注 1]（+ 2011年）
- 1931年 - 富塚陽一、政治家（+2018年）
- 1933年 - 渡辺岳夫、作曲家（+ 1989年）
- 1933年 - 田中照雄、元プロ野球選手（+ 1972年）
- 1934年 - 坂上二郎、タレント、俳優（+ 2011年）
- 1934年 - 山田晃睦、アナウンサー、元北海道空知郡栗沢町長（+ 2006年）
- 1935年 - 紀田順一郎、小説家
- 1935年 - 坂本新兵、コメディアン、俳優（+ 1996年）
- 1935年 - ボビー・ヴィントン、歌手
- 1938年 - 岡八朗、喜劇俳優（+ 2005年）
- 1939年 - 水谷八重子 (2代目)、女優
- 1939年 - ダスティ・スプリングフィールド、歌手（+ 1999年）
- 1940年 - マルグレーテ2世、デンマーク女王
- 1941年 - 近藤正昭、弁護士、元裁判官（+ 2020年）
- 1941年 - 石岡康三、元プロ野球選手（+ 2019年）
- 1942年 - 石田二宣、元プロ野球選手
- 1942年 - 釜井敏晴、元プロ野球選手
- 1942年 - フランク・ウィリアムズ、ウイリアムズ創設者（+ 2021年）
- 1943年 - 宮崎昭二、元プロ野球選手
- 1943年 - 若見山幸平、元大相撲力士
- 1944年 - 団しん也、ヴォードビリアン、歌手、俳優
- 1944年 - ウェンディ・グライナー、フィギュアスケート選手
- 1946年 - ペトリス・ヴァスクス、作曲家
- 1947年 - ヒロノツトム、タレント
- 1947年 - 伊奈かっぺい、マルチタレント
- 1947年 - カリーム・アブドゥル＝ジャバー、バスケットボール選手
- 1948年 - 曽我部和恭、声優（+ 2006年）
- 1950年 - 飛鳥昭雄、漫画家、作家
- 1950年 - 江良潤、俳優
- 1950年 - 福永栄助、元プロ野球選手
- 1951年 - 片山敬済、バイクレーサー、元WGPチャンピオンン
- 1952年 - なぎら健壱、フォーク歌手、俳優
- 1952年 - 永井良和、サッカー選手、指導者
- 1952年 - ミシェル・ブラン、俳優、映画監督（+ 2024年）
- 1952年 - クール・ハーク、ヒップホップDJ
- 1953年 - 新井正明、テレビプロデューサー
- 1953年 - 小野田英一、俳優、声優、ナレーター
- 1954年 - 小川一夫、元プロ野球選手
- 1955年 - エレン・バーキン、女優
- 1955年 - アンリ大公、ルクセンブルク大公
- 1955年 - ブルース・ボウチー、元プロ野球選手
- 1956年 - 三村申吾、政治家、元青森県知事、元青森県上北郡百石町長
- 1957年 - 鈴木正幸、元プロ野球選手
- 1958年 - 田中孝彦、国際政治学者
- 1958年 - 国沢光宏、自動車評論家
- 1958年 - 海明寺裕、漫画家
- 1959年 - 池野恋、漫画家
- 1960年 - ピエール・リトバルスキー、元サッカー選手
- 1960年 - ラファエル・ベニテス、元サッカー選手、指導者
- 1961年 - 村越保春[20]、俳優
- 1961年 - ヴォルク・ハン、軍人、総合格闘家
- 1961年 - ピンキー青木、ロック歌手（+ 2024年）
- 1962年 - 藤本貴久、元プロ野球選手
- 1962年 - アントニー・ブリンケン、アメリカ合衆国国務長官
- 1964年 - はやみねかおる、小説家
- 1965年 - 石塚久美子、女優
- 1965年 - マーティン・ローレンス、俳優、映画監督
- 1967年 - 高信二、元プロ野球選手
- 1967年 - 大西順子、ジャズピアニスト
- 1968年 - 佐藤幸彦、元プロ野球選手
- 1968年 - マルティン・ダーリン、サッカー選手
- 1969年 - 河井克夫、漫画家、イラストレーター、俳優
- 1969年 - 高橋建、元プロ野球選手
- 1969年 - 鈴木健、元プロ野球選手
- 1969年 - ヘルマン・ブルゴス、サッカー選手
- 1970年 - 三遊亭窓輝、落語家
- 1971年 - 三遊亭丈二、落語家
- 1971年 - セレーナ、歌手（+ 1995年）
- 1972年 - ユウキロック、お笑いタレント（元ハリガネロック）
- 1972年 - コンチタ・マルティネス、テニス選手
- 1973年 - 廣瀬佳司、元ラグビー選手
- 1973年 - 野島裕史、声優
- 1973年 - BONNIE PINK、シンガーソングライター
- 1973年 - エイコン、ミュージシャン
- 1974年 - 石川真紀、元アナウンサー
- 1974年 - 新タ悦男、TBSアナウンサー
- 1975年 - 徳井義実、お笑いタレント（チュートリアル）
- 1975年 - 大原めぐみ、声優
- 1975年 - 小室淑恵、実業家
- 1975年 - 長野恭紘、政治家、大分県別府市長
- 1975年 - 橋本研一、元サッカー選手
- 1975年 - 上村里子、ボクサー（+ 2013年）
- 1976年 - 高橋将市、アナウンサー
- 1976年 - ルーカス・ハース、俳優
- 1976年 - スー・チー（舒淇）、女優
- 1977年 - 武田あかり、タレント、リポーター
- 1977年 - フレドリック・ユングベリ、サッカー選手
- 1980年 - 木村昇吾、クリケット選手、元プロ野球選手
- 1980年 - 藤井健太郎、TVプロデューサー
- 1981年 - 七野智秀、元プロ野球選手
- 1981年 - 豊真将紀行、元大相撲力士、年寄21代錣山
- 1981年 - トンプソン・ルーク、元ラグビー選手
- 1982年 - ジーナ・カラーノ、総合格闘家、女優
- 1982年 - ボリス・ディアウ、バスケットボール選手
- 1982年 - 山本淳、元プロ野球選手
- 1982年 - 岡本佐和子、気象予報士
- 1983年 - ダニエル・フブマン、オリエンテーリング選手
- 1983年 - 福岡晃子、ミュージシャン（元チャットモンチー）
- 1983年 - 藤田佳代、FM福井アナウンサー
- 1984年 - 大原秉秀、元プロ野球選手
- 1984年 - 湯浅将平、元ミュージシャン（元Base Ball Bear）
- 1984年 - 大前りょうすけ、お笑いタレント（元プリンセス金魚）
- 1985年 - 伊藤政仁、お笑いタレント（ニードル）
- 1985年 - 高田千尋、お笑い芸人（元ばーん）
- 1985年 - 類家明日香、元グラビアアイドル
- 1986年 - ロリィタ族。、お笑いタレント（元モラリスト）
- 1986年 - 小出遥、AV女優
- 1986年 - 八木菜緒、アナウンサー
- 1986年 - 岡崎慎司、サッカー選手
- 1986年 - ポール・ディ・レスタ、レーシングドライバー
- 1986年 - 三上大樹、アナウンサー（+ 2024年）
- 1987年 - あこ、女優
- 1987年 - リチャード・ブレイアー、プロ野球選手
- 1987年 - 久木野聡、元サッカー選手
- 1987年 - アーロン・レノン、サッカー選手
- 1988年 - ダーブロウ有紗、ファッションモデル
- 1988年 - ペーター・リーベルス、フィギュアスケート選手
- 1988年 - 秋山翔吾、プロ野球選手
- 1988年 - 松永昂大、元プロ野球選手
- 1988年 - 酒寄希望、お笑い芸人（ぼる塾）
- 1989年 - 一木千洋、声優
- 1989年 - ダニエル・パレホ - サッカー選手
- 1990年 - 本間理紗、女優
- 1990年 - 原大樹、マジシャン
- 1990年 - トニー・マッケイ、陸上競技選手
- 1990年 - トラビス・ショウ、プロ野球選手
- 1990年 - アレッシャンドリ・パントージャ、総合格闘家
- 1991年 - 宇垣美里、アナウンサー
- 1991年 - 友利恵、女優
- 1991年 - ノーラン・アレナド、プロ野球選手
- 1991年 - 三竿雄斗、サッカー選手
- 1992年 - 西川遥輝、プロ野球選手
- 1992年 - セバスティアン・ド・リュクサンブール、ルクセンブルク大公子
- 1992年 - 笹崎里菜、アナウンサー
- 1992年 - 蜂谷晏海、ファッションモデル、女優
- 1992年 - 岸田タツヤ、俳優
- 1992年 - 森薗美咲、卓球選手
- 1993年 - 長洲未来、フィギュアスケート選手
- 1993年 - 香川愛生、女流棋士
- 1993年 - キーオン・ケラ、プロ野球選手
- 1993年 - 小椋裕介、陸上選手
- 1994年 - 堀本昂弥、俳優
- 1994年 - 原田一沙、ハンドボール選手
- 1994年 - 松岡ちな、元AV女優
- 1994年 - 夏目花実、元グラビアアイドル、元タレント
- 1996年 - アニャ・テイラー＝ジョイ、女優、モデル
- 1996年 - 池田エライザ、女優、歌手、ファッションモデル
- 1996年 - 佐藤正尭、元プロ野球選手
- 1996年 - 香月一也、プロ野球選手
- 1996年 - 三竿健斗、サッカー選手
- 1997年 - 小芝風花、女優
- 1997年 - 谷川原健太、プロ野球選手
- 1997年 - 石神澪、タレント
- 1998年 - 郡司奈桜[21]、アイドル（元College Cosmos）
- 2001年 - 奥川恭伸、プロ野球選手
- 2001年 - 玉村昇悟、プロ野球選手
- 2001年 - 佐藤一磨、プロ野球選手
- 2005年 - 河内康介、プロ野球選手
- 2006年 - 橋本恵理子、アイドル（AKB48）
- 2006年 - マヤ・ジョイント、プロテニス選手
- 生年不詳 - 椿あす、漫画家
- 生年不詳 - 佐々木由香、声優、歌手
- 生年不詳 - 杉原愛、ラジオ沖縄アナウンサー

### 人物以外（動物など）
- 1957年 - スターロツチ、競走馬（+ 1986年）
- 1971年 - アイフル、競走馬（+ 1999年）
- 1971年 - コーネルランサー、競走馬（+ 1991年）
- 1982年 - タカラスチール、競走馬（+ 1992年）
- 1982年 - ミホシンザン、競走馬（+ 2014年）
- 1984年 - ガルチ、競走馬（+ 2016年）
- 1984年 - ゴールドシチー、競走馬（+ 1990年）
- 1987年 - イクノディクタス、競走馬（+ 2019年）
- 1988年 - ナイスネイチャ、競走馬（+ 2023年）
- 1989年 - ローズムーン、競走馬
- 1990年 - スエヒロジョウオー、競走馬（+ 2020年）
- 1994年 - シーキングザパール、競走馬（+ 2005年）
- 1996年 - グレープ、フンボルトペンギン（+ 2017年）
- 1997年 - ゴールドヘイロー、競走馬
- 2001年 - オペラシチー、競走馬（+ 2021年）
- 2001年 - メイショウボーラー、競走馬
- 2002年 - アドマイヤジャパン、競走馬
- 2002年 - キングジョイ、競走馬

## 忌日

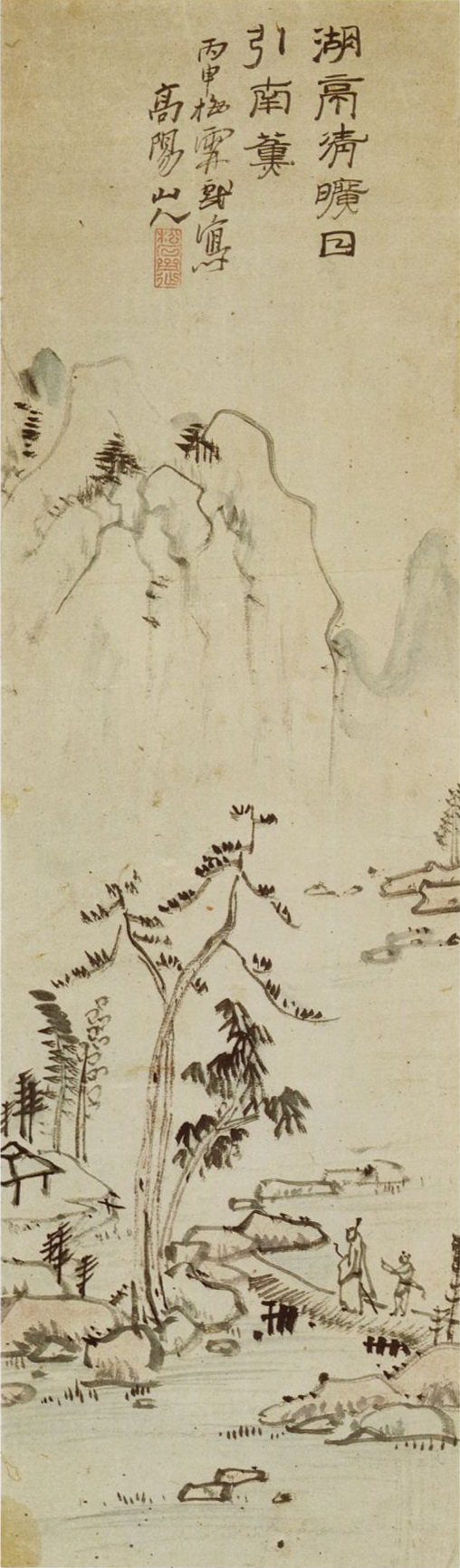
南画家、中山高陽(1717-1780)没。画像は『湖亭清曠図』

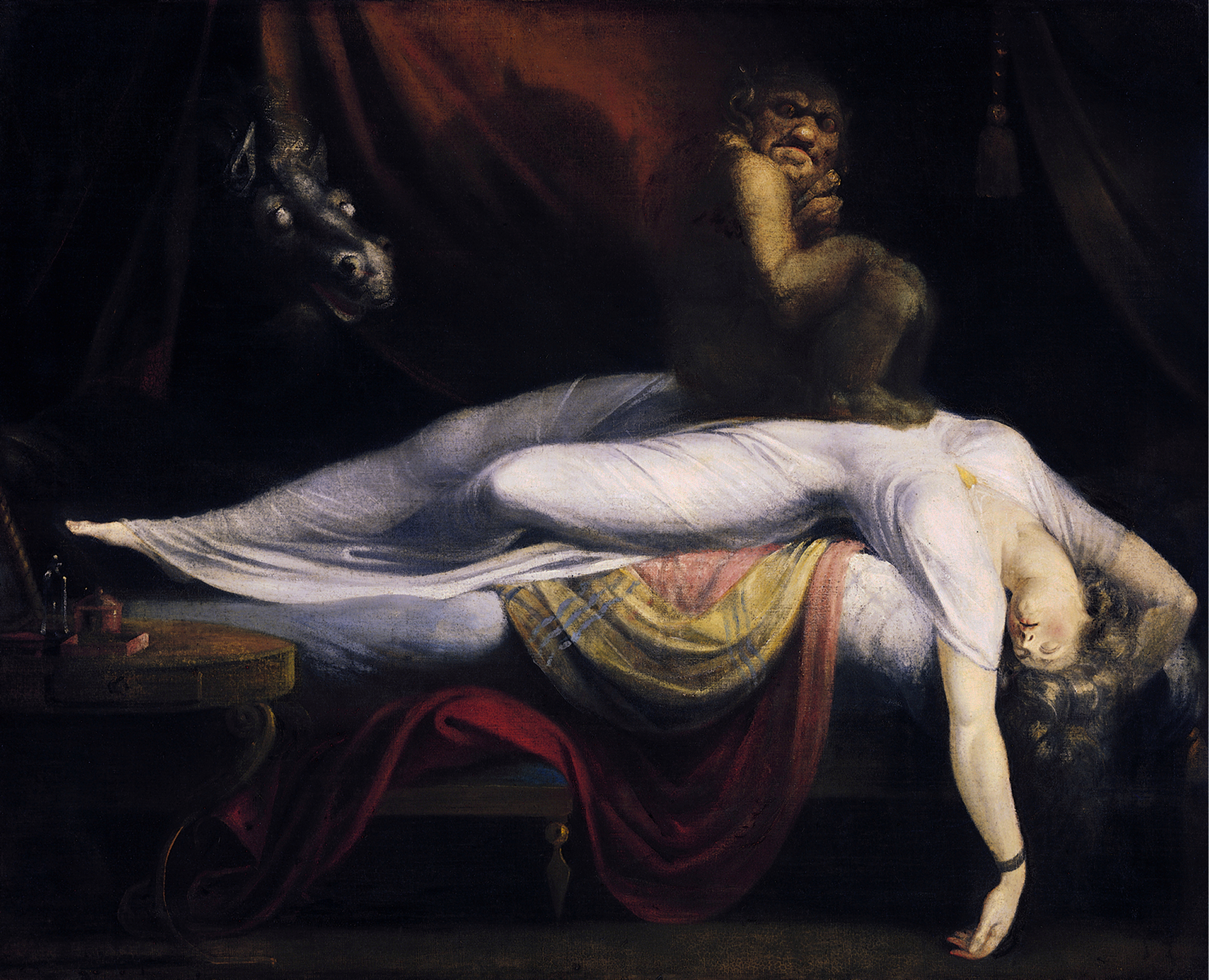
画家ヨハン・ハインリヒ・フュースリー(1741-1825)没。画像は『夢魔』(1781)。

スペインの画家フランシスコ・デ・ゴヤ(1746-1828)没。画像は半島戦争での仏軍による市民虐殺を描いた『マドリード、1808年5月3日』。

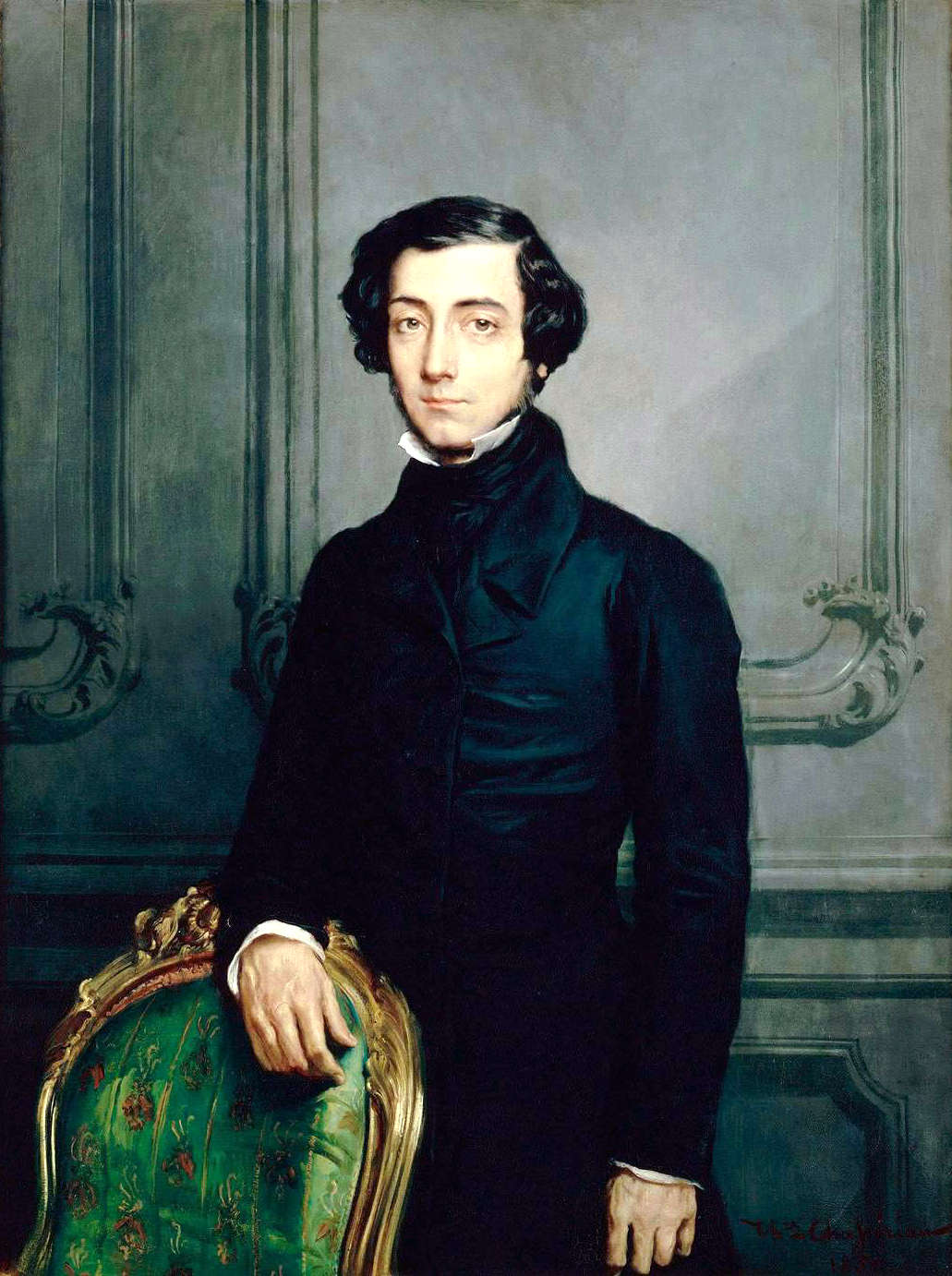
政治思想家、アレクシ・ド・トクヴィル(1805-1859)没。

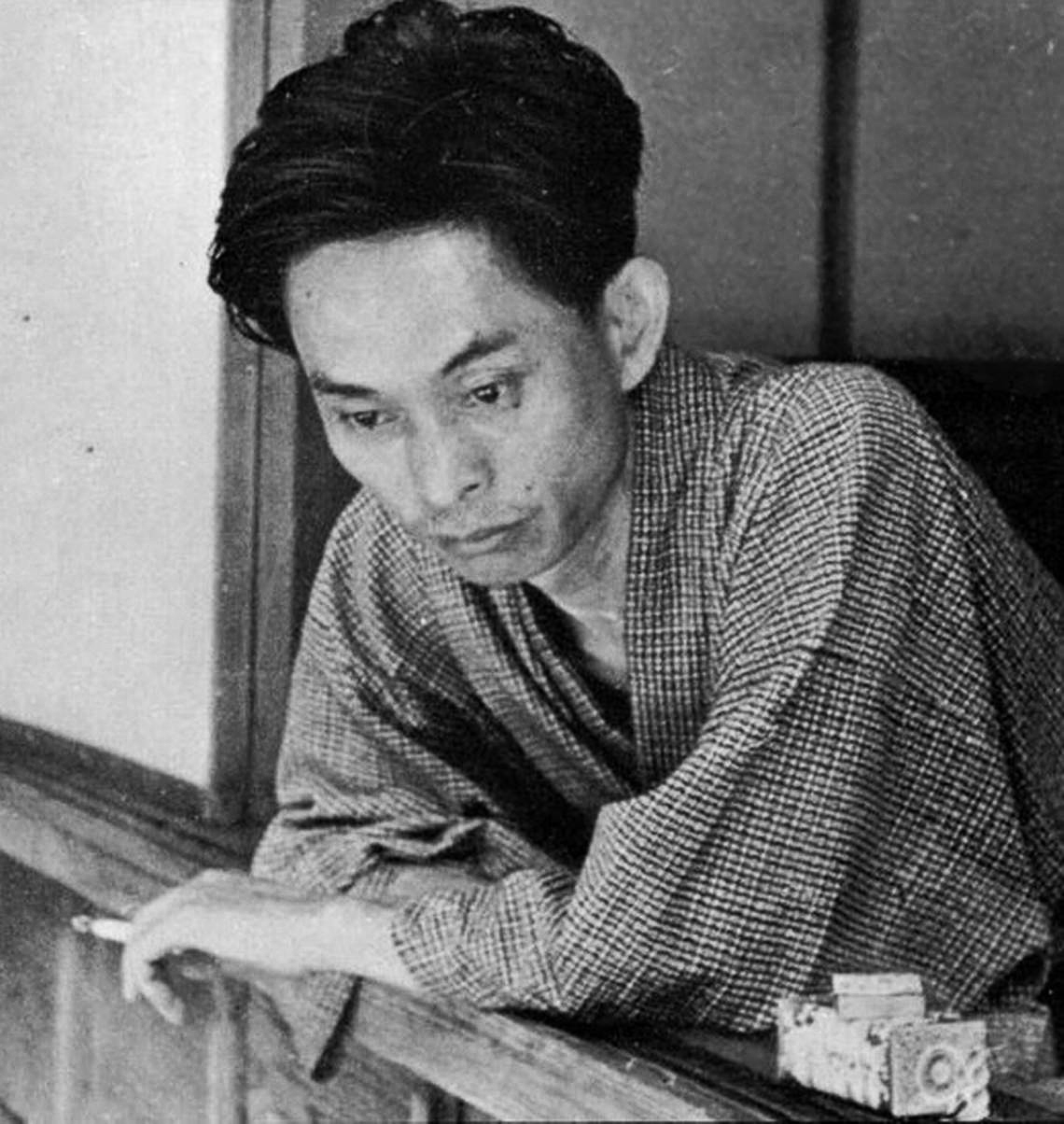
川端康成(1899-1972)没。1968年、ノーベル文学賞受賞。

- 1198年 - フリードリヒ1世、オーストリア公（* 1175年頃）
- 1206年（元久3年3月7日） - 九条良経、公卿（* 1169年）
- 1582年（天正10年3月24日） - 武田信廉、戦国武将（* 1532年）
- 1609年 - フランシスコ・カブラル、イエズス会宣教師（* 1529年）
- 1645年 - トバイアス・ヒューム、作曲家（* 1569年）
- 1689年 - アフラ・ベーン、小説家（* 1640年）
- 1756年 - ジャック・カッシーニ、天文学者（* 1677年）
- 1780年（安永9年3月12日） - 中山高陽、南画家（* 1717年）
- 1783年 - クリスチャン・マイヤー、天文学者（* 1719年）
- 1788年 - ジョルジュ＝ルイ・ルクレール・ド・ビュフォン、博物学者、数学者（* 1707年）
- 1825年 - ヨハン・ハインリヒ・フュースリー、画家（* 1741年）
- 1828年 - フランシスコ・デ・ゴヤ、画家（* 1746年）
- 1846年 - ドメニコ・ドラゴネッティ、コントラバス奏者、作曲家（* 1763年）
- 1850年 - マリー・タッソー、人形細工師（* 1761年）
- 1858年 - ヨハン・バプティスト・クラーマー、ピアニスト、作曲家（* 1771年）
- 1859年 - アレクシ・ド・トクヴィル、法律家、政治家（* 1805年）
- 1888年 - ジグムント・ヴルブレフスキ、化学者、物理学者（* 1845年）
- 1900年 - ダンクマール・アドラー、建築家（* 1844年）
- 1901年 - ヘンリー・ローランド、物理学者（* 1848年）
- 1904年 - サミュエル・スマイルズ、作家（* 1812年）
- 1905年 - 小幡篤次郎、教育家（* 1842年）
- 1914年 - ジョージ・ウィリアム・ヒル、天文学者（* 1838年）
- 1921年 - 岡崎雪聲、鋳造師、彫金家（* 1854年）
- 1935年 - ステファン・ネレゾフ、軍人（* 1867年）
- 1928年 - パーヴェル・アクセリロード、思想家（* 1850年）
- 1928年 - 中川謙二郎、教育家（* 1850年）
- 1930年 - 2代目桂文之助、落語家（* 1858年）
- 1930年 - 前田寛治、洋画家（* 1896年）
- 1935年 - ヴィクトル・エワルド、作曲家（* 1860年）
- 1941年 - ハンス・ドリーシュ、生物学者、自然哲学者（* 1867年）
- 1941年 - エミール・ベルナール、画家（* 1868年）
- 1945年 - 田村俊子、作家（* 1884年）
- 1947年 - ルドルフ・フェルディナント・ヘス、元アウシュヴィッツ＝ビルケナウ強制収容所所長（* 1900年）
- 1953年 - 新関健之助[22]、漫画家（* 1900年）
- 1958年 - ロザリンド・フランクリン、物理化学者（* 1920年）
- 1961年 - カール・ホブランド、心理学者（* 1912年）
- 1964年 - 小杉放庵、洋画家（* 1881年）
- 1966年 - 比嘉世幸、空手家、剛柔流国際空手古武道連盟初代会長（* 1898年）
- 1968年 - アルバート・ベッツ、物理学者（* 1885年）
- 1968年 - フェイ・ベインター、女優（* 1893年）
- 1969年 - 嵯峨根遼吉、物理学者（* 1905年）
- 1970年 - 石原広一郎、実業家、南洋鉱業公司（現・石原産業）創業者（* 1890年）
- 1971年 - ウィリアム・エッカート、MLBコミッショナー（* 1909年）
- 1972年 - 中島清次郎、寿司職人（*1897年）
- 1972年 - 川端康成、作家（* 1899年）
- 1973年 - イシュトヴァン・ケルテス、指揮者（* 1929年）
- 1978年 - 黒田長礼、鳥類学者（* 1889年）
- 1979年 - 西尾実、国文学者（* 1889年）
- 1980年 - アルフ・シェーベルイ、映画監督（* 1903年）
- 1982年 - アナトーリー・アレクサンドロフ、作曲家（* 1888年）
- 1982年 - 菊池重三郎、作家、編集者、翻訳家、芸術新潮初代編集長（* 1901年）
- 1985年 - 倉光俊夫、作家（* 1908年）
- 1986年 - メアリー・ジョゼフィン・カフリン、アル・カポネの妻（* 1897年）
- 1986年 - 浅井亨、政治家（* 1902年）
- 1986年 - 西澤文隆、建築家（* 1915年）
- 1987年 - 佐藤寛子、佐藤栄作の配偶者（* 1907年）
- 1987年 - 森直兄、教育者、政治家、初代東京都稲城市長（* 1921年）
- 1988年 - 十七代目中村勘三郎、歌舞伎俳優（* 1907年）
- 1988年 - 三木澄子、児童文学作家（* 1908年）
- 1988年 - 鹿内春雄、実業家、フジサンケイグループコミュニケーション会議第2代議長（* 1945年）
- 1989年 - ジョッコ・コンラン、メジャーリーグの審判（* 1899年）
- 1989年 - ルシル・ボール、女優（* 1911年）
- 1989年 - 石川馨、化学工学者、武蔵工業大学（現・東京都市大学）学長（* 1915年）
- 1989年 - 番正辰雄、政治家、元香川県坂出市長（* 1916年）
- 1991年 - デヴィッド・リーン、映画監督（* 1908年）
- 1992年 - ネヴィル・ブランド、俳優（* 1920年）
- 1993年 - 藤枝静男、作家、眼科医（* 1907年）
- 1994年 - ラルフ・エリソン、小説家、文芸評論家、音楽評論家、エッセイスト（* 1914年）
- 1994年 - 山崎俊雄、技術史学者、東京工業大学名誉教授（* 1916年）
- 1995年 - イクバル・マシー、人権活動家（* 1982年）
- 1996年 - スタブロス・ニアルコス、実業家（* 1909年）
- 1996年 - 小林禮子、女流囲碁棋士（* 1939年）
- 1999年 - 別当薫、元プロ野球選手、監督（* 1920年）
- 2000年 - 山主敏子、児童文学者、翻訳家（* 1907年）
- 2001年 - 伊部恭之助、銀行家、元住友銀行頭取（* 1908年）
- 2001年 - 小島三児、俳優（* 1939年）
- 2001年 - 河島英五、シンガーソングライター（* 1952年）
- 2002年 - 小西音松、暴力団小西一家初代総長（* 1915年）
- 2002年 - 諸谷義武、政治家、第22-24代長崎県長崎市長（* 1907年）
- 2002年 - 川越藤一郎、ラグビー選手、第9代日本ラグビーフットボール協会長（* 1914年）
- 2002年 - 茂木忠之、元プロ野球選手（* 1938年）
- 2002年 - ロバート・ユーリック、俳優（* 1946年）
- 2004年 - 安田矩明、陸上競技選手、新聞記者、中京大学名誉教授（*1935年）
- 2005年 - 高田渡、シンガーソングライター（* 1949年）
- 2006年 - 三宅宅三、元プロ野球選手、スカウト（* 1921年）
- 2007年 - 若浪順、元大相撲小結、日本相撲協会審判委員（* 1941年）
- 2008年 - エドワード・ローレンツ、気象学者（* 1917年）
- 2008年 - 廣津久雄、将棋棋士（* 1923年）
- 2008年 - 佐藤晃、戦史家（* 1927年）
- 2009年 - 舟橋正輝[23]、元フジパングループ本社社長・フジパン社長（* 1924年）
- 2009年 - 田中正大、ホルン奏者、元NHK交響楽団首席奏者（* 1939年）
- 2009年 - センサク・ムアンスリン、プロボクサー（* 1951年）
- 2010年 - 一言多十、元プロ野球選手（* 1921年）
- 2010年 - 黒川一男、泌尿器科医師、徳島大学名誉教授（* 1922年）
- 2011年 - 森山幸雄、政治家、元福岡県大野城市長（* 1917年）
- 2012年 - 加藤修甫、調教師（* 1935年）
- 2013年 - 神津康雄、内科医、日本寮歌振興会委員長（* 1919年）
- 2013年 - 大野俊康、神職（* 1922年）
- 2013年 - リチャード・ルパルメンティエ、俳優（* 1946年）
- 2014年 - 臺弘、医学者、精神科医（* 1913年）
- 2014年 - 柴田泰男、実業家、元豊田通商社長（* 1919年）
- 2014年 - 山崎富治、実業家、元山種証券（現SMBC日興証券）社長、山種美術館名誉館長（* 1925年）
- 2014年 - 金福健 - ドラマー（元クリスタルキング）（* 1950年）
- 2014年 - 井土太良、実業家、SBI証券社長（* 1957年）
- 2015年 - 稲垣正夫、実業家、旭通信社（現ADKホールディングス）創業者（* 1922年）
- 2015年 - 村田昭治、マーケティング研究者、慶應義塾大学名誉教授（* 1932年）
- 2015年 - 東信行、英語学者、東京外国語大学名誉教授（* 1935年）
- 2015年 - 白川道、小説家（* 1945年）
- 2016年 - 島津忠夫、国文学者、大阪大学名誉教授（* 1926年）
- 2016年 - ロッド・ダニエル、映画監督（* 1942年）
- 2017年 - アラン・ホールズワース、ギタリスト（* 1946年）
- 2018年 - 上前智祐、画家（* 1920年）
- 2018年 - 古屋安雄、神学者、牧師、国際基督教大学名誉教授（* 1926年）
- 2018年 - 崔銀姫、女優（* 1926年）
- 2018年 - 都築譲、官僚、政治家、元愛知県幡豆郡一色町長（* 1950年）
- 2019年 - イェルク・デームス、ピアニスト（* 1928年）
- 2019年 - 川久保潔、俳優、声優（* 1929年）
- 2019年 - 森謙治、化学者、東京大学名誉教授（* 1935年）
- 2019年 - パトリシア・モラーズ、映画監督、脚本家、映画プロデューサー（* 1939年）
- 2019年 - ダーフィット・ラマ、クライマー、登山家（* 1990年）
- 2020年 - 長倉三郎、化学者、東京大学名誉教授、総合研究大学院大学初代学長（* 1920年）
- 2020年 - ケネス・ギルバート、チェンバロ奏者、音楽教師（* 1931年）
- 2020年 - 金谷宰、実業家、元ミノルタ（現コニカミノルタ）社長（* 1934年）
- 2020年 - ジェーン・ディー・ハル、政治家、教育家、第20代アリゾナ州知事（* 1935年）
- 2020年 - 細江茂光、政治家、元岐阜県岐阜市長（* 1948年）
- 2020年 - ルイス・セプルベダ、小説家（* 1949年）
- 2020年 - ハワード・フィンケル、リングアナウンサー（* 1950年）
- 2021年 - フェリックス・シラ、俳優、スタントマン（* 1937年）
- 2021年 - チャールズ・ゲシキ、実業家、アドビシステムズ（現アドビ）共同設立者（* 1939年）
- 2021年 - 久松文雄、漫画家（* 1943年）
- 2021年 - セルゲイ・ノヴィコフ、柔道家、1976年モントリオール五輪金メダリスト（* 1949年）
- 2021年 - ヘレン・マックロリー、女優（* 1968年）
- 2022年 - 柳生博、俳優（* 1937年）
- 2022年 - ヨアヒム・シュトライヒ、サッカー選手、指導者（* 1951年）
- 2022年 - 村生ミオ、漫画家（* 1952年）
- 2022年 - 亀田昭雄、プロボクサー（* 1956年）
- 2023年 - 松長有慶、高野山真言宗僧侶、金剛峯寺第412世座主、仏教学者、高野山大学名誉教授（* 1929年）
- 2023年 - アーマッド・ジャマル、ジャズピアニスト（* 1930年）
- 2023年 - 四十宮正男、実業家、元兼松社長（* 1934年）
- 2024年 - A・T・アリヤラトネ、社会活動家（* 1931年）
- 2024年 - ロドニー・グールド、オートバイレーサー（* 1943年）
- 2024年 - 鈴木弘治、実業家、元高島屋社長（* 1945年）
- 2025年 - 久保浩、歌手（* 1946年）

## 記念日・年中行事
- チャップリンデー
喜劇俳優・チャールズ・チャップリンの誕生日。
- ボーイズビーアンビシャスデー
1877年（明治10年）のこの日、札幌農学校（現・北海道大学農学部）教頭のウィリアム・スミス・クラークが、「Boys, be ambitious」の言葉を残して北海道を去ったことにちなむ。
- 女子マラソンの日
1978年（昭和53年）のこの日、東京・多摩湖畔で日本初の女子フルマラソンの大会「第1回女子タートルマラソン全国大会」が開かれた。参加者は49人だった。

- 聖枝祭（2006年）（正教会）